# Митулин
Митулин (укр. Митулин) — село в Золочевской городской общине Золочевского района Львовской области Украины.
Население по переписи 2001 года составляло 474 человека. Занимает площадь 1,608 км². Почтовый индекс — 80735. Телефонный код — 3265.
В селе есть деревянная церковь Покрова Пресвятой Богородицы 1863 года постройки.
К востоку от села расположена гора Вапнярка — памятник природы общегосударственного значения.